# Desmoscolex latus
Desmoscolex latus är en rundmaskart som beskrevs av Allgen 1952. Desmoscolex latus ingår i släktet Desmoscolex och familjen Desmoscolecidae. Inga underarter finns listade i Catalogue of Life.